# Isis Krüger
Isis Krüger (* 16. Oktober 1961 in Bonn; † 4. November 2017) war eine deutsche Schauspielerin.

## Leben und Karriere
Isis Krüger absolvierte unter anderem eine Schauspielausbildung am Lee Strasberg Theatre and Film Institute in New York City. Ab den 1990er-Jahren spielte sie an diversen Theaterhäusern in Europa wie beispielsweise am Staatstheater Kassel. 1993 wurde sie als Beste Nachwuchsschauspielerin NRW ausgezeichnet.
Neben der Theaterarbeit war Isis Krüger ebenfalls in verschiedenen TV- und Kinoproduktionen wie Tatort, Großstadtrevier, SOKO Köln, Wilsberg: Die Wiedertäufer oder Polizeiruf 110 zu sehen. Unter der Regie von Tom Tykwer drehte sie die beiden Kurzfilme Epilog und Because, die beide jedoch erst einige Jahre später gezeigt wurden. In der ARD-Telenovela Sturm der Liebe war sie von Oktober 2009 bis August 2010 als Astrid Ostermeyer (Teile 934 bis 967 und 1025 bis 1117) zu sehen, dann schied sie aus dem Nebencast aus.
Krüger hatte ihren Hauptwohnsitz in Bonn. Sie starb am 4. November 2017 im Alter von 56 Jahren.

## Filmografie
- 1990: Because
- 1992: Epilog
- 1996: Zerrissene Herzen
- 1999: Tatort – Drei Affen
- 2000: Rote Glut
- 2001: El sur de una pasion
- 2003: Tatort – Schattenlos
- 2005: Die Wache – Die Vergeltung
- 2006: Großstadtrevier – Eine Sache des Vertrauens
- 2007: Post Mortem – Amok
- 2007: Wilsberg – Die Wiedertäufer (Fernsehreihe)
- 2008–2013: SOKO Köln (Fernsehserie, 2 Folgen, verschiedene Rollen)
- 2008: Maja (7 Episoden)
- 2008: Kommissar Stolberg – Die besten Jahre
- 2009: Genug ist nicht genug
- 2009–2010: Sturm der Liebe (Fernsehserie)
- 2012: Tatort – Der traurige König
- 2012: Mensch Mama!
- 2012: Mord mit Aussicht – Tod am 18. Loch
- 2013: Inga Lindström – Wer, wenn nicht du
- 2014: Polizeiruf 110 – Liebeswahn
- 2014: SOKO Wismar (Fernsehserie, 1 Folge)
- 2015: Tatort – Frohe Ostern, Falke
- 2017: SOKO Leipzig – Aus der Deckung